# 406P/Gibbs
406P/Gibbs è una cometa periodica appartenente alla famiglia delle comete gioviane; la cometa è stata scoperta il 10 settembre 2007 dall'astronomo statunitense Alex R. Gibbs , la sua riscoperta l'11 settembre 2020 ha permesso di numerarla . Unica caratteristica di questa cometa è di avere una piccola MOID col pianeta Giove. Questa particolarità comporta la possibilità di passaggi ravvicinati con Giove come quello avvenuto il 18 settembre 1969 a 0,239 UA di distanza o quello che avverrà il 25 agosto 2063 a 0,292 UA di distanza: questi incontri ravvicinati potranno portare in futuro a notevoli cambiamenti degli elementi orbitali della cometa.